# William Randolph Hearst

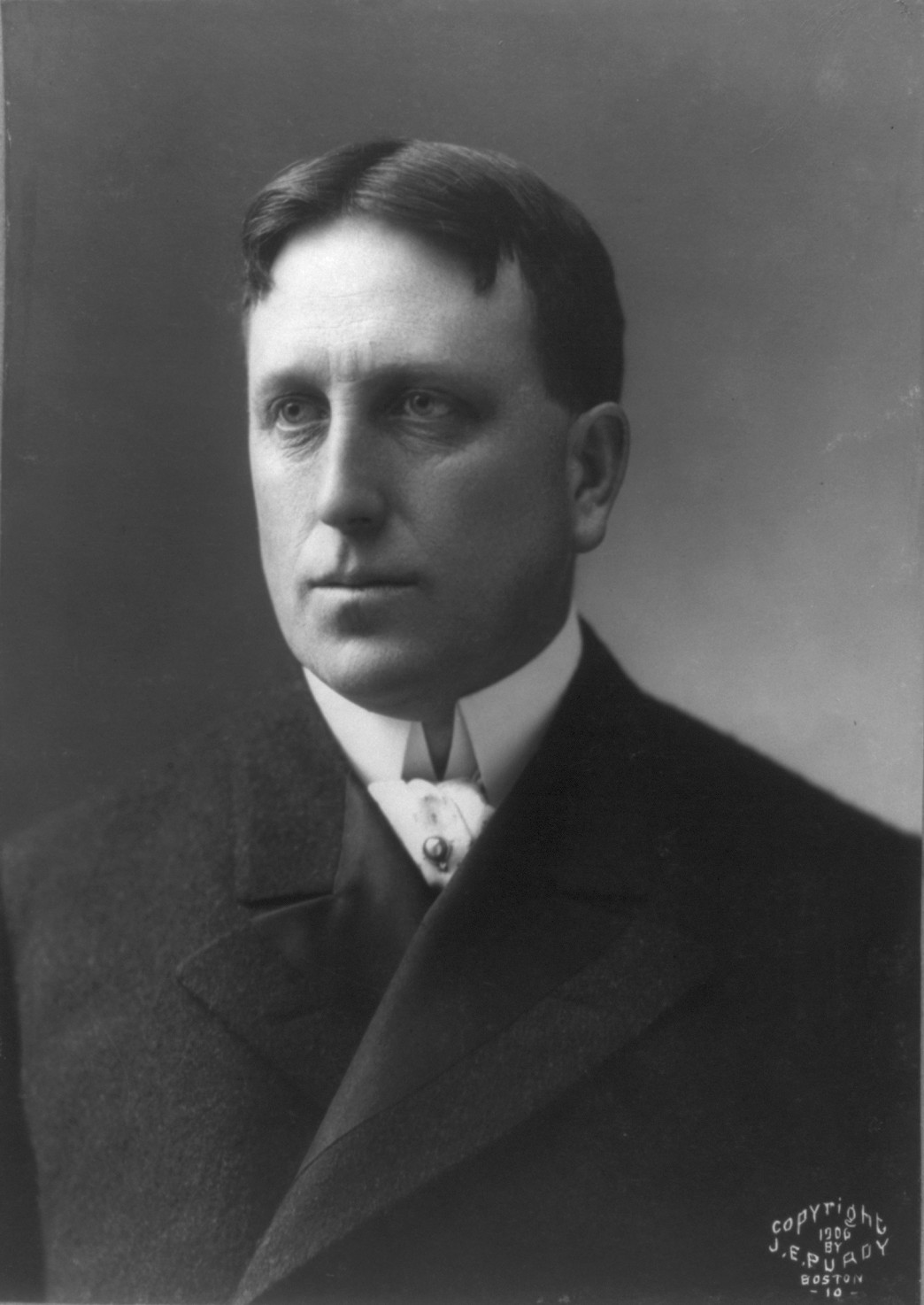
William Randolph Hearst (foto uit 1906)

William Randolph Hearst (San Francisco (Californië), 29 april 1863 – Beverly Hills (Californië), 14 augustus 1951) was een invloedrijke Amerikaanse krantenmagnaat uit de eerste helft van de twintigste eeuw. De film Citizen Kane uit 1941 is gebaseerd op zijn leven.

## Levensloop
Hearst werd geboren als enig kind van George Hearst (1820-1891) en Phoebe Apperson Hearst (1842-1919), die waren getrouwd in 1862. Zijn vader was een senator in het Amerikaans Congres, die fortuin had gemaakt in de ontdekking van en investering in mijnen. Het zeer aanzienlijke familiekapitaal kwam uit de Comstock Lode en de Homestake Mine in South Dakota en de Anaconda Mine in Montana. Zijn moeder, een lerares die zich had bekeerd tot de bahá’í-leer, was een gedreven voorvechter van modernisering in het onderwijs. Van 1897 tot haar dood had zij als eerste vrouwelijke bestuurslid zitting in de vergadering van Regents van de Universiteit van Californië.
Zijn eerste levensjaren bracht de jonge William afwisselend door op het landgoed dat zijn vader had aangekocht in San Simeon, een huis in Frisco en een appartement in New York. Op tienjarige leeftijd maakte hij met zijn moeder een grote reis door de Oude Wereld (Europa), die veel indruk op hem maakte.

### Carrière
Van 1882 tot 1885 studeerde Hearst journalistiek aan Harvard College, een onderdeel van de prestigieuze Harvard-universiteit. De studie werd voortijdig afgebroken vanwege een misverstand met een huisgenoot over een vrijpostige foto. Hij deed ervaring op bij het humoristische tijdschrift de Harvard Lampoon, dat onder leiding stond van Joseph Pulitzer, en na het vertrek uit Harvard werkte hij een jaar voor Pulitzers New York World. Samen gelden zij als de uitvinders van de sensationele schandaaljournalistiek.
Al gauw bleek zijn talent voor het opsporen en het maken van nieuws. Vanuit Harvard schreef hij zijn vader om hem een krant te geven, en op 7 maart 1887 werd hij eigenaar van het noodlijdende dagblad de San Francisco Examiner. Hij was vastbesloten om van the Examiner een succesvolle krant te maken en huurde de beste mensen en machines in die hij kon vinden. Hij publiceerde smeuïge verhalen over kleine en grote gevallen van corruptie, waarbij niet zelden met een beschuldigende vinger werd gewezen in de richting van bedrijven waar zijn eigen familie belangen in had. Binnen enkele jaren domineerde hij de regionale markt.
Het netwerk breidde zich ook uit naar de oostkust. Toen hij in 1895 de New York Morning Journal kocht, werd hij een directe concurrent van de New York World van zijn voormalige mentor Pulitzer. Naarmate de oncollegiale incidenten toenamen, zoals het uitkopen van elkaars redacteuren en het aftroeven van elkaars primeurs, groeide de vete uit tot een publieke komedie.
 In 1905 kocht hij voor $400,000 het tijdschrift Cosmopolitan. Rond 1910 begonnen de experimenten met nieuws op film. Medio jaren '20 had hij een landelijke keten van bijna dertig dagbladen, waaronder de Los Angeles Examiner, de Boston American, de Atlanta Georgian, de Chicago Examiner, de Detroit Times, de Seattle Post-Intelligencer, de Washington Times, de Washington Herald en zijn vlaggenschip de San Francisco Examiner. Het bedrijf verbreedde zijn activiteiten met uitgeverijen van boeken en tijdschriften. In 1925 voegde hij Town and Country toe aan zijn bezittingen, het oudste bestaande tijdschrift in de Verenigde Staten, opgericht in 1846. In de 21e eeuw zijn Cosmopolitan, Good Housekeeping, Town and Country en Harper's Bazaar nog altijd populaire bladen.

### Politiek
Van 1903 tot 1907 had Hearst zitting in het Huis van Afgevaardigden namens de Democratische Partij als vertegenwoordiger van het 11e congresdistrict van New York in Brooklyn. In 1904 richtte hij de Municipal Ownership League op om met zijn eigen politieke partij in 1905 mee te doen aan de verkiezing van de burgemeester van New York. Door de felle tegenwerking van de lobbyisten van Tammany Hall verloor hij nipt van George B. McClellan. In 1906 deed hij een gooi naar het gouverneurschap van de staat New York, en in 1909 stelde hij zich opnieuw kandidaat voor het burgemeesterschap van the Big Apple. Na deze drie vergeefse pogingen een carrière op te bouwen als gekozen politicus beperkte hij zich tot het steunen van zijn favoriete kandidaten en het inkleuren van het nieuws via zijn medianetwerk. Zowel Hearst als Pulitzer zetten zich in om Cuba te ontdoen van Spaanse invloed. Toen correspondent en illustrator Frederic Remington vanaf het eiland telegrafeerde dat er maar niets gebeurde, zou hij hebben geantwoord: "Please remain. You furnish the pictures and I'll furnish the war", jij zorgt voor de plaatjes en ik zal voor de oorlog zorgen. De Spaans-Amerikaanse Oorlog van 1898 woedde het eerst in de kranten, en eindigde met de aftocht van de Spanjaarden.
Vanwege zijn afkeer van het koloniale Britse Rijk zag hij niets in de oprichting van de Volkenbond. In de jaren 30 was hij een uitgesproken aanhanger van de politiek van Roosevelt. Hearst was een prominent lid van de liberale vleugel van de Democratische Partij van 1896 tot 1935, maar werd op latere leeftijd meer conservatief.

### Inspiratie
Hearst huwde in 1903 met Millicent Veronica Willson (1882-1974), een danseres uit New York. Ze kregen vijf zoons, maar vanaf de jaren '20 bekoelde de liefde. Millicent Hearst vestigde zich definitief in New York waar zij zich onledig hield met filantropie en kwam nog zelden naar Californië, waar hij sinds 1919 werd gezien met de toen 22-jarige Marion Davies. Zijn affaire met haar zou meer dan dertig jaar duren en wierp een grote schaduw over hun beider leven.
De film Citizen Kane uit 1941 is geënt op het leven van Hearst, hoewel scenarioschrijvers Orson Welles en Herman J. Mankiewicz voor sommige elementen in het megalomane karakter van het hoofdpersonage Charles Foster Kane ook inspiratie putten uit de biografieën van Samuel Insull, Howard Hughes en andere machtige tycoons. Hearst wendde al zijn invloed aan om de productie te frustreren Hij bood $800,000 om de opnames te vernietigen, maar de filmmaatschappij RKO Pictures zette door. De ijdelheid van het streven naar succes in zijn eigen leven werd donker voorgesteld in de vertolking van Welles, maar Hearst zou vooral aanstoot hebben genomen aan de negatieve portrettering van de maîtresse van Kane. Verschillende bioscoopketens gingen door de knieën en namen deel aan de boycot, de kranten van Hearst negeerden de film en de bezoekersaantallen vielen tegen, maar Citizen Kane luidde een nieuw tijdperk in in de cinematografie door het volledig uitbuiten van de toenmalige technische mogelijkheden en wordt nog steeds gezien als een van de beste films aller tijden.
In 1919 begon de bouw van Hearst Castle, wat een ongebreideld groot en weelderig paleis moest en zou worden op een landgoed van 1000 km², bij het dorpje San Simeon in San Luis Obispo County halverwege Los Angeles en San Francisco. De veranda en de zwembaden bieden vanaf op de heuveltop een panoramisch uitzicht over de Grote Oceaan. De luxe diende voor het onthaal en de ontspanning van grote maar vooral ook kleine intieme gezelschappen van bestuurders, zakenmensen en filmsterren. Hij gaf het de naam La Cuesta Encantada, de betoverde heuvel in het Spaans, maar in de wandelgang noemde Hearst het "the ranch", de boerderij. Sinds de vakanties uit zijn jeugd en zijn huwelijksreis door Europa had hij ervan gedroomd een huis te bouwen waarin alle kastelen en paleizen in alle stijlen werden weerspiegeld. Bijna dertig jaar lang werkte hij samen met architect Julia Morgan om deze fantasie te verwezenlijken. Bij zijn dood was het project nog niet voltooid.
Hearst overleed op 88-jarige leeftijd in zijn slaap ten huize van Davies in Beverly Hills. Hij werd begraven in het Cypress Lawn Memorial Park in Colma.
In 1957 werden de landerijen en het huis door de Hearst Corporation geschonken aan de staat Californië, die het sindsdien uitbaat als een toeristenattractie. Het is een National Historic Landmark. In een van de talloze slaapkamers werd in 1971 een scène van The Godfather gefilmd.

## Ophef rond kleindochter
Een van de kleindochters van Hearst, Patty Hearst, kwam ruim twintig jaar na zijn overlijden prominent in het nieuws doordat ze, terwijl ze ontvoerd was, deelnam aan een bankoverval. Na haar arrestatie verklaarde ze hiertoe te zijn gedwongen door haar ontvoerders.
- Bibsys: 98034465
- Biblioteca Nacional de España: XX1201315
- Bibliothèque nationale de France: cb123437473 (data)
- Gemeinsame Normdatei: 118547429
- International Standard Name Identifier: 0000 0001 2117 311X
- Library of Congress Control Number: n80004058
- National Archives and Records Administration: 10582861
- Bibliotheek van het Japanse parlement: 00897849
- Nationale Bibliotheek van Tsjechië: jx20080717011
- Nationale bibliotheek van Australië: 35182968
- Nationale Bibliotheek van Israël: 987007312900405171
- Nationale Bibliotheek van Polen: a0000001949078
- Nederlandse Thesaurus van Auteursnamen: 070540101
- Réseau des bibliothèques de Suisse occidentale: 02-A017944718
- RKD-Nederlands Instituut voor Kunstgeschiedenis: 385175
- LIBRIS: 206690
- SNAC: w63g5f2r
- Système universitaire de documentation: 032400756
- Trove: 855356
- Union List of Artist Names: 500213593
- Biographical Directory of the United States Congress: H000429
- Virtual International Authority File: 84064
- WorldCat: E39PBJwX78PgKvmqPbr8BPBMfq